# Naled
Naled, de triviale naam voor 1,2-dibroom-2,2-dichloorethyldimethylfosfaat, is een organische verbinding met als brutoformule C4H7Br2Cl2O7P. De stof komt voor als witte kristallen of als een gele vloeistof met een scherpe geur, die hevig reageert met water.
Naled wordt gebruikt als acaricide en insecticide. Handelsnamen van de stof zijn Bromex, Dibrom en Orthodibrom.

## Toxicologie en veiligheid
De stof ontleedt bij verhitting en bij contact met zuren en basen, met vorming van giftige en corrosieve dampen, onder andere waterstofchloride, waterstofbromide en fosforoxiden. Naled reageert met water en tast metaal, kunststof, rubber en coatings aan.
De stof is irriterend voor de ogen, de huid en de luchtwegen. De stof kan effecten hebben op het zenuwstelsel, met als gevolg stuiptrekkingen en ademhalingsfalen. Er kan remming van cholinesterase optreden en bij blootstelling ver boven de blootstellingsgrenzen (3 mg/m³) kan de dood intreden.